# Martyrium
Martyrium (latinščina) ali martyrion (grško), množina martyria, (mučenica), je cerkev ali svetišče, zgrajeno nad grobom krščanskega mučenca. Povezan je s posebno arhitekturno obliko, osredotočeno na osrednji element in tako zgrajen na okroglem tlorisu, torej okrogle ali včasih osmerokotne, redko križne oblike.

## Etimologija
Izvor imena krščanskega martyriuma je naslednji: starogrški martys, "priča", do martyrion, "pričevanje", pozno in cerkveno latinsko martyrium.

## Zgodovina
Najstarejša krščanska martyria je bila zgrajena na »mestu, ki priča o krščanski veri, bodisi s sklicevanjem na dogodek v Kristusovem življenju ali trpljenju, bodisi s skrivanjem groba mučenca«. Martyria, večinoma majhna, je bila zelo pogosta po začetku 4. stoletja, ko je Konstantin I. kot prvi rimski cesar razglasil versko strpnost do krščanstva v Rimskem cesarstvu. Martyria ni imela standardnega arhitekturnega načrta in obstaja v najrazličnejših modelih. Pogosto je imel poglobljeno dno ali njegov del, ki je vernikom približal ostanke svetnika, in majhno odprtino, fenestella, ki je šla od oltarnega kamna do samega groba.
Kasneje so cerkve v cerkev začele prinašati relikvije svetnikov, namesto namesto da bi cerkev postavili nad grob; prvi prenos relikvij je bil v Antiohiji leta 354, ko so ostanke svetega Babila, ki so bili v sarkofagu, preselili v novo cerkev.

## Razvoj
Arhitekturna oblika martyriuma se je razvila iz rimske arhitekture, predvsem na podlagi cesarskega mavzoleja. Konstantin Veliki ga je uporabil za Jezusov grob pri Anastasiju v Jeruzalemu (ok. 326–380) in cerkev Svetih apostolov v Konstantinoplu, hkrati pa je postavil okrogel mavzolej zase in za svoje hčere. Prvi korak k ustvarjanju cerkve na podlagi cesarskega mavzoleja je bil narejen okoli leta 320, ko je Konstantin povezal, kar naj bi postal njegov mavzolej, s cerkveno zgradbo.
Isto obliko je kasneje sprejela zgodnja islamska arhitektura, ki jo je uporabila pri ustvarjanju svetišča, znanega kot Kupola na skali v Jeruzalemu, zgrajen precej v slogu konstantinske rotonde bazilike Božjega groba, s katerim naj bi ustvarili »dialog svetišč«, obenem pa nanj gledal s prevladujočega položaja (Tempeljski grič).
Cerkev martyrium centralnega tlorisa je postala oblika, ki se je uporabljala za pomembne cerkve, ki niso vsebovale pomembnih relikvij, kot je bil primer s konstantinskim zlatim osemkotnikom v Antiohiji, morda tudi z osmerokotno cerkvijo Caesarea Maritima (zgrajena okrog 480– 500 v današnjem Izraelu), Bazilika San Vitale v Raveni (526–547) in Palatinska kapela v Aachnu (ok. 792–805).

## Primeri
Martyrie, ki so ostale v nečem podobne svoji prvotni obliki, so naslednje:
- Kor iz 4. stoletja močno razširjene bazilike sv. Gereona, Köln
- Stavba s tremi apsidami nad Kalikstovimi katakombami v Rimu
- Santo Stefano Rotondo v Rimu, konec 5. stoletja
- Bazilika svetega Lovrenca, Milano, morda 4. stoletje, čeprav je najstarejši del cerkve, ki je zdaj očiten, sosednji cesarski mavzolej iz 4. stoletja (primerjajte Santa Costanza v Rimu).
- Bazilika Božjega groba, Jeruzalem, na najpomembnejšem krščanskem mestu, ki jo je ustanovil Konstantin.
- Cerkev sv. Simeona Stilita, Sirija, 5. stoletje, prav tako zelo velika in zdaj v ruševinah.

Druge slavne Martyrie so:
- Martyrium Saint Denis, Montmartre
- Martyrium svetega Hripsima v mestu Vagharshapat (Ečmiadzin), Armenija
- San Pietro in Montorio v Rimu v Italiji, ki ima na svojem dvorišču Tempietto, majhen spominski martyrium, ki ga je zgradil Donato Bramante.

- Notre-Dame d’Orcival, kripta, martyrion
- St-Austremoine d'Issoire, kripta, tloris
- Civaux, kor, prej "fenestella"